# Воклюз
Воклюз (на френски: Vaucluse) е департамент в регион Прованс-Алпи-Лазурен бряг, югоизточна Франция. Образуван е през 1793 година от части на департаментите Буш дю Рон, Дром и Бас Алп и получава името на селището Воклюз, днес Фонтен дьо Воклюз. Основната част от територията на департамента до 1791 година съставлява папските владения Авиньон и Комта Венесен. Площта му е 3567 km², а населението – 540 065 души (2009). Административен център е град Авиньон.